# Raymond II de Rouergue
Raymond II de Rouergue (v. 945 - 1008) est comte de Rouergue de 961 à 1008, marquis de Gothie.

## Descendance
Fils de Raymond Ier de Rouergue, il est marié en 985 avec Richarde dont il eut Hugues Ier de Rouergue, qui lui succédera de 1010 à 1054. 